# La Oliva
La Oliva är en kommun i Spanien.  Den ligger i den autonoma regionen Kanarieöarna i sydvästra delen av landet, 1 600 km sydväst om huvudstaden Madrid. Antalet invånare är 29 693 (2024).  Oliva ligger på ön Fuerteventura.